# CGB1
CGB1‏ (Chorionic gonadotropin subunit beta 1) هوَ بروتين يُشَفر بواسطة جين CGB1 في الإنسان.

## الوظيفة
- يُشارك في إنتاج hCG، الذي له وظائف مهمة جدًا خاصةً في بداية الحمل.
- hCG:
  - يُحفّز الجسم الأصفر لإنتاج البروجستيرون، الضروري للحفاظ على بطانة الرحم.
  - يمنع رفض الجنين من قبل جهاز المناعة الأمومي.
  - يساعد على نمو وتطور المشيمة.

لكن: تشير بعض الدراسات إلى أن CGB1 وCGB2 قد يكونان غير وظيفيين تمامًا أو يعملان جزئيًا فقط مقارنة ببقية جينات β-hCG مثل CGB5 أو CGB7، وقد يُنتجان بروتينًا غير مكتمل أو نادرًا.

## الأهمية السريرية

### ✅ 1. تشخيص الحمل:
- يتم الكشف عن hCG في البول أو الدم لتأكيد الحمل.
- يبدأ الارتفاع بعد 6–12 يوم من التبويض، ويصل إلى ذروته خلال الأسبوع 10.

### ✅ 2. متابعة الحمل الطبيعي أو الشاذ:
- المستويات غير الطبيعية قد تدل على:
  - حمل خارج الرحم
  - تهديد بالإجهاض
  - حمل عنقودي (Molar pregnancy)

### ✅ 3. مؤشر للأورام (Tumor Marker):
- بعض الأورام تُنتج hCG أو الوحدة بيتا منه، وخاصةً:
  - سرطان الخلايا الجرثومية (testicular cancer، ovarian cancer)
  - أورام الأرومة الغاذية (مثل سرطان المشيمة – Choriocarcinoma)

### ✅ 4. استخدامات في الطب الإنجابي:
- hCG يُستخدم أحيانًا في علاجات الخصوبة لتحفيز الإباضة أو الإخصاب.